# Arques, Aveyron
Arques är en kommun i departementet Aveyron i regionen Occitanien i södra Frankrike. Kommunen ligger  i kantonen Pont-de-Salars som ligger i arrondissementet Rodez. År 2022 hade Arques 165 invånare.

## Befolkningsutveckling
Antalet invånare i kommunen Arques
Referens: INSEE